# Xã West Center, Quận Stevens, Kansas
Xã West Center (tiếng Anh: West Center Township) là một xã thuộc quận Stevens, tiểu bang Kansas, Hoa Kỳ. Năm 2010, dân số của xã này là 142 người.